# Darlington (Pensilvania)
Darlington es un borough ubicado en el condado de Beaver en el estado estadounidense de Pensilvania. En el año 2000 tenía una población de 299 habitantes y una densidad poblacional de 1,242.4 personas por km².

## Geografía
Darlington se encuentra ubicado en las coordenadas 40°48′36″N 80°25′24″O / 40.81000, -80.42333.

## Demografía
Según la Oficina del Censo en 2000 los ingresos medios por hogar en la localidad eran de $30,125 y los ingresos medios por familia eran $38,750. Los hombres tenían unos ingresos medios de $25,625 frente a los $22,000 para las mujeres. La renta per cápita para la localidad era de $15,938. Alrededor del 9.2% de la población estaba por debajo del umbral de pobreza.